# Delphinus (gênero)
Delphinus é um gênero de golfinhos cosmopolita. Duas espécies são reconhecidas por Mead e Brownell (2005), três são possíveis, entretanto, por se tratar de um gênero polimórfico, novos estudos deverão definir a quantidade de espécies.

## Espécies
- Delphinus capensis Gray, 1828 − Golfinho-comum-de-bico-longo
- Delphinus delphis Linnaeus, 1758 − Golfinho-comum-de-bico-curto